# Departamento Belgrano (Santiago del Estero)
Das Departamento Belgrano liegt im Osten der Provinz Santiago del Estero im Nordwesten Argentiniens und ist eine von 27 Verwaltungseinheiten der Provinz. 
Es grenzt im Norden an das Departamento General Taboada, im Osten an die Provinz Santa Fe und im Süden und Westen an das Departamento Aguirre. 
Die Hauptstadt des Departamento Belgrano ist Bandera.

## Städte und Gemeinden
Das Departamento Belgrano ist in folgenden Gemeinden aufgeteilt:
- Bandera
- Cuatro Bocas
- Fortín Inca
- Guardia Escolta